# Waldmössingen
Waldmössingen ist ein Stadtteil von Schramberg im Landkreis Rottweil in Baden-Württemberg.

## Geographie
Waldmössingen liegt zwölf Kilometer nordöstlich von Schramberg. Es ist im Kern ein Haufendorf mit straßendorfartiger Erweiterung nach Süden. Im Westen und Osten sind Neubauten zu finden.

## Geschichte
Am 4. November 994 wurde der Ort Messinga, heute Waldmössingen, erstmals in einer Urkunde von König Otto III erwähnt. Eine Besiedlung gab es in Waldmössingen bereits vor dem Jahre 994. Es gibt auf Waldmössinger Gemarkung mit dem Kastell Waldmössingen aus den Jahren 73/74 nicht nur weithin sichtbare Zeichen einer römischen Vergangenheit, sondern auch Hinweise, dass sich hier schon im dritten Jahrtausend v. Chr. Menschen aufgehalten haben.
In der Zeit von 1250 bis 1805 ging Waldmössingen an stetig wechselnde Adelsgeschlechter über:
- 1250–1374: Herzöge von Theck
- 1375–1392: Hohenberg und Österreich
- 1392–1445: Grafen von Sulz
- 1445–1463: Kloster Alpirsbach und Kloster Hirsau
- 1463–1594: Freiherren und Grafen von Zimmern
- 1594–1657: Österreich
- 1658–1764: Freiherren von Hohenberg
- 1765–1782: Freiherren von Pflummern
- 1782–1805: Österreich

Im Jahr 1805 kam es zu Württemberg. Dort gehörte es zunächst zum Unteramt Schramberg im Oberamt Hornberg. Im Jahr 1810 wechselte der Ort ins Oberamt Oberndorf, ab 1934 Landkreis Oberndorf. Mit diesem kam Waldmössingen im Jahr 1938 zum Landkreis Rottweil.
Seit dem 1. Dezember 1971 ist Waldmössingen ein Teil der Stadt Schramberg.